# Église Saint-Laurent des Villards-sur-Thônes
L’église Saint-Laurent des Villards-sur-Thônes est un édifice religieux catholique, situé dans le département de la Haute-Savoie, sur la commune des Villards-sur-Thônes. L'église est dédiée à saint Laurent.

## Historique
L'église fut construite de 1700 à 1702 à la suite de la décision de confier son édification à des maçons de la vallée en 1699. La paroisse a été créée au XVIIe siècle.
En 1794, le clocher fut détruit, 2 cloches sont emportées, il sera reconstruit en 1814.
En 1844, l'église fut agrandie.
En 1935, le chauffage est installé dans l'édifice.
En 1996, l'église fut restaurée par des fissures causées par le tremblement de terre.

## Description

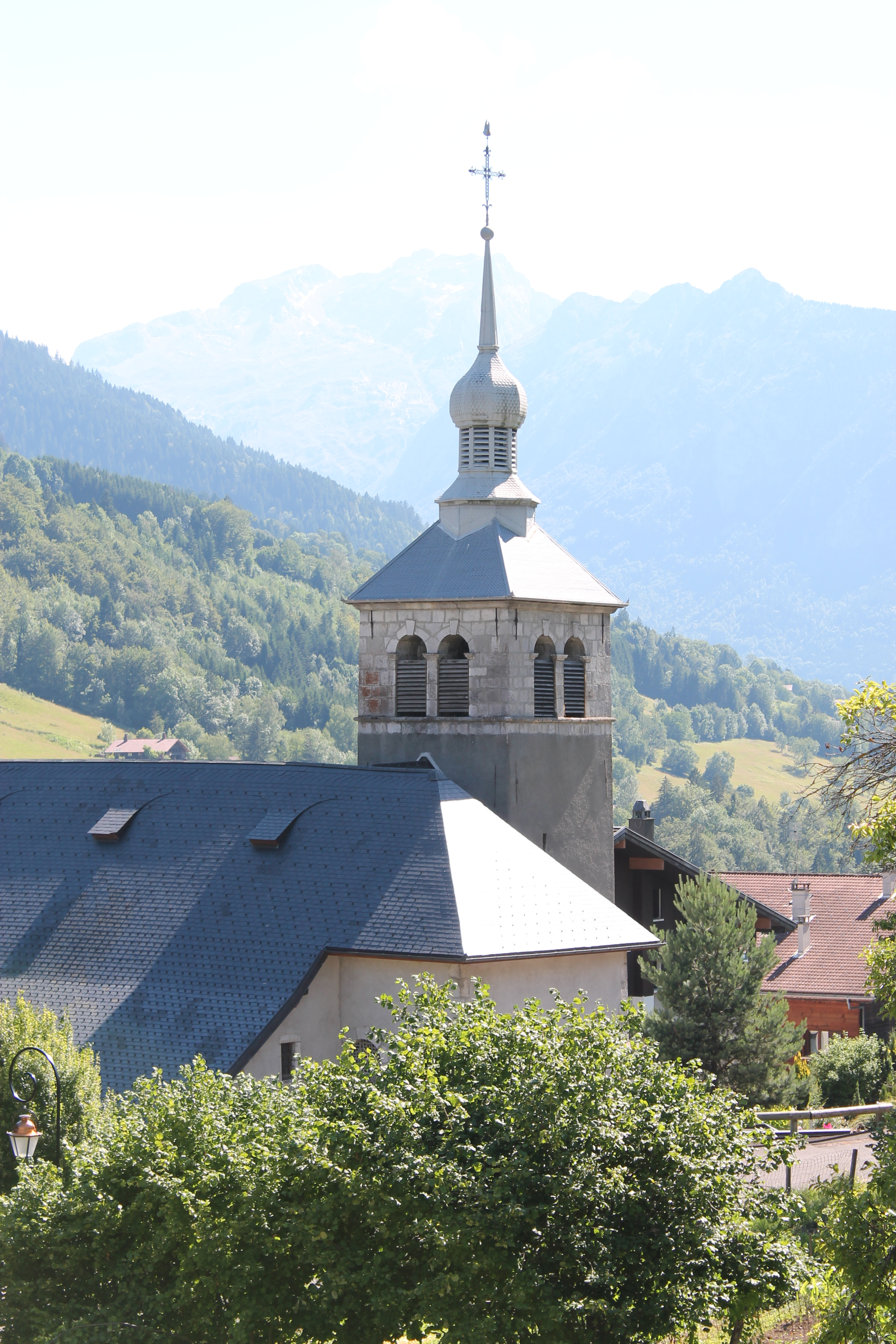
Église Saint-Laurent des Villards-sur-Thônes (XVIIIe siècle)

## Sources et références
1. ↑  Raymond Oursel, Les chemins du sacré : L'art sacré en Savoie, vol. 1, Montmélian, La Fontaine de Siloé, coll. « Les Savoisiennes », 2008, 393 p. (ISBN 978-2-84206-350-4, lire en ligne), p. 266.
2. ↑  Raymond Oursel et Pascal Lemaître, Les chemins du sacré : Pèlerinage architectural, vol. 2, La Fontaine de Siloé, coll. « Les Savoisiennes », 2008, 267 p. (ISBN 978-2-84206-350-4, lire en ligne), p. 262.